# الدوري المكسيكي الممتاز 1939–40
الدوري المكسيكي الممتاز 1939–40 (بالإسبانية: Liga Mayor 1939-40)‏ هو موسم من Primera Fuerza ‏. كان عدد الأندية المشاركة فيه 6، وفاز فيه ريال إسبانيا ‏.